# Kosmos 2207
Kosmos 2207, ruski izviđački satelit iz programa Kosmos.  Vrste je Zenit-8 (Oblik br. 830/100L).
Lansiran je 30. srpnja 1992. godine u 11:00 s kozmodroma Pljesecka. Lansiran je u nisku orbitu oko planeta Zemlje raketom nosačem Sojuz-U/11A511U. Orbita mu je bila 232 km u perigeju i 316 km u apogeju. Orbitna inklinacija mu je bila 82,33°. Spacetrackov kataloški broj je 220620. COSPARova oznaka je 1992-048-A. Zemlju je obilazio u 89,99 minuta. Pri lansiranju bio je mase 6300 kg.
Bio je vojne kartografske namjene. Bio je projektiran za ispitati prirodne resurse na Zemlju radi interesa narodnog gospodarstva ondašnjeg SSSR-a i međunarodnu suradnju. Tipični orbitni profil bio je: nagib 70-ak stupnjeva i na visini 350 — 420 kilometara. Predviđeno vrijeme trajanja bilo je 15 dana. Frekvencije s kojih je odašiljao a koje su praćene na Zapadu su 19,989 FSK; 39,978 FSK; 232,0 PPM-AM.
Sletio je natrag na Zemlju 13. kolovoza 1992. godine, a tijekom misije jedan dio satelita se odvojio.

## Vanjske poveznice
- N2YO.com Search Satellite Database
- Celes Trak SATCAT Format Documentation (engl.)
- Kunstman  Arhivirana inačica izvorne stranice od 12. kolovoza 2019. (Wayback Machine) Satellites in Orbit (engl.)